# Goodbye (album Anity Lipnickiej i Johna Portera)
Goodbye – trzeci album Anity Lipnickiej i Johna Portera wydany w 2008 roku nakładem wytwórni Pomaton EMI. Płyta uzyskała status złotej.
Nagrania dotarły do 2. miejsca zestawienia OLiS.

## Lista utworów
1. „Run for Your Love” – 3:45
2. „Down by the Lake” – 4:19
3. „Lonesome Traveller” – 4:01
4. „Good to See You (Bill's Song)” – 4:19
5. „Old Time Radio” – 3:16
6. „Lover Turn Around” – 3:05
7. „Secret Wish” – 3:55
8. „You're Not the Only One” – 3:34
9. „How You Doin' Today” – 3:50
10. „Runner Run” – 4:25
11. „Stone Cold Morning” – 2:58

## Twórcy
- Anita Lipnicka – gitara akustyczna, pianino, shaker, śpiew
- John Porter – gitara akustyczna, banjo, gitara, harmonijka ustna, śpiew
- Arkadiusz Krupa – skrzypce
- Romuald Kunikowski – akordeon, organy Hammonda, pianino, pianino Rhodes
- Marcin Lamch – kontrabas
- Krzysztof Poliński – perkusja
- Piotr Winnicki – łuk muzyczny, gitara

Gościnnie
- Wojciech Kowalewski – instrumenty perkusyjne
- Mariusz Mielczarek – saksofon altowy, saksofon tenorowy
- Barbara Piotrowska – wiolonczela
- Alex Porter – perkusja
- Andrzej Rękas – tuba

Personel
- Chris Eckman – producent, mellotron
- Rafał Paczkowski – realizacja nagrań
- Phill Brown – mix
- Anna Włoch – foto
- Anna Figatowska – projekt graficzny